# NGC 5256
NGC 5256 là một thiên hà chứa hai thiên hà đĩa, đang va chạm vào nhau. Nó nằm trong chòm sao Đại Hùng và được William Herschel phát hiện vào ngày 12 tháng 5 năm 1787. Hai hạt nhân của các thiên hà cách nhau khoảng 13046,3 năm ánh sáng. NGC 5256 nằm cách trái đất khoảng 350 triệu năm ánh sáng.